# Nöbbelöv, Lund
Nöbbelöv är en stadsdel i nordvästra Lund. Själva stadsdelen Nöbbelöv omfattar ett mindre område än Norra Nöbbelövs socken och församling. Nöbbelöv hade 3 528 invånare år 2009.
Nöbbelöv är den sista stadsdelen i Lund som byggdes under miljonprogrammet och stod klar 1978. Att stadsdelen är byggd i slutfasen av miljonprogrammet syns inte minst på att man ändrade de ursprungliga planerna på ett höghusområde och byggde bara ett av flera planerade höghus medan resten av området kom att byggas som ett tätbebyggt och lågt radhusområde.
Centrum består av ett åttavåningshus omgivet av ett femvåningshus, ett trevåningshus och resten mindre radhuslängor. Där finns även flera affärer, bland annat ICA Jägaren. Nästan alla namn på Nöbbelöv går under jägartemat. Skolan heter Hubertusgården efter hubertusjakt och de flesta av gatorna har jaktnamn som till exempel Andjaktsvägen, Högviltsgränden, Revirvägen, Jägaregatan, Skallgången och Fågelhundsvägen. I området bor många barnfamiljer och hundägare vilket passar bra eftersom området har ett stort antal grönområden. Nöbbelöv gränsar i väster till Västkustbanan, på vilken Gunnesbo station är belägen.
Norra Nöbbelöv, kyrkby i Norra Nöbbelövs socken, ligger i norra utkanten av den nya stadsdelen. Där ligger kyrkan liksom ett församlingshem nära Västkustbanan och ett par äldre kringbyggda gårdar längs med den trädkantade bygatan.
Namnet skrevs i början av 1300-talet Nyböle och kommer från kyrkbyn. Namnet innehåller nybyli, 'nybygge'.. Efterledet "-löv" är ett vanligt skånskt bebyggelsenamn.